# Почтовый (Белокалитвинский район)
Почтовый — хутор в Белокалитвинском районе Ростовской области.
Входит в состав Синегорского сельского поселения.

## География

### Улицы
- пер. Почтовый,
- ул. Володарского,
- ул. Депутатская,
- ул. Лысенко,
- ул. Озерная,
- ул. Пржевальского,
- ул. Тимирязева,
- ул. Тургенева,
- ул. Шолохова.

## Население
| 2002 | 2010 |
| ---- | ---- |
| 151  | ↘80  |

## Достопримечательности
Территория Ростовской области была заселена еще в эпоху неолита. Люди, живущие на древних стоянках и поселениях у рек, занимались в основном собирательством и рыболовством. Степь для скотоводов всех времён была бескрайним пастбищем для домашнего рогатого скота. От тех времен осталось множество курганов с захоронениями  жителей этих мест. Курганы и курганные группы находятся на государственной охране.
Поблизости от территории хутора Почтового Белокалитвинского района расположено несколько достопримечательностей – памятников археологии. Они охраняются в соответствии с Федеральным законом от 25.06.2002 N 73-ФЗ "Об объектах культурного наследия (памятниках истории и культуры) народов Российской Федерации", Областным законом от 22.10.2004 N 178-ЗС "Об объектах культурного наследия (памятниках истории и культуры) в Ростовской области", Постановлением Главы администрации РО от 21.02.97 N 51 о принятии на государственную охрану памятников истории и культуры Ростовской области и мерах по их охране и др. 
- Курганная группа «Крутенький I»  из 7 курганов. Находится в 4,0 км к северо-западу от хутора Почтового.

- Курганная группа «Крутенький II»  из 9 курганов. Находится в 3,0 км к западу от хутора Почтового.

- Курганная группа «Крутенький IV»  из 16 курганов. Находится в 2,5 км к юго-западу от хутора Почтового.

- Курганная группа «Станичный I» из 7 курганов. Находится в 2,5 км к юго-западу от хутора Почтового.

- Курган «Водяной»  в 4,0 км к юго-западу от хутора Почтового[4].